# Viagem (álbum de Taiguara)
| Críticas profissionais | Críticas profissionais |
| Avaliações da crítica  | Avaliações da crítica  |
| Fonte                  | Avaliação              |
| ---------------------- | ---------------------- |
| All Music              | [ 1 ]                  |

Viagem é o sexto álbum de estúdio do cantor, compositor e instrumentista brasileiro Taiguara, lançado no formato LP em 1970, no Brasil. O álbum conta com a participação especial do grupo brasileiro de rock progressivo Som Imaginário, na época composto por Zé Rodrix, Frederico Mendonça, Tavito (Luís Otávio), Wagner Tiso (que viria a produzir anos depois o álbum Imyra, Tayra, Ipy, de Taiguara), Luiz Alves e Robertinho Silva.
Viagem foi relançado em CD em 1997 pela gravadora EMI na série "Portfolio", em conjunto com os álbuns Carne e Osso (1971) e Piano e Viola (1972). Foi novamente relançado em CD em 2003 pela gravadora EMI, desta vez, em edição própria.
A canção "A transa" foi coberta pela cantora francesa Françoise Hardy em seu álbum de 1971 La question, feito em colaboração com a violonista brasileira Tuca.

## Faixas
Todas as faixas escritas e compostas por Taiguara, exceto quando referenciado.. 
| Lado A |                                  |                |         |  |
| N.º    | Título                           | Compositor(es) | Duração |  |
| 1.     | "Universo no Teu Corpo"          |                | 4:14    |  |
| 2.     | "Maria do Futuro"                |                | 3:53    |  |
| 3.     | "Prelúdio Nº2 (Paz do Meu Amor)" | Luiz Vieira    | 2:42    |  |
| 4.     | "A Transa"                       |                | 2:45    |  |
| 5.     | "Viagem"                         |                | 2:56    |  |

| Lado B |                                                            |                                                      |         |  |
| N.º    | Título                                                     | Compositor(es)                                       | Duração |  |
| 6.     | "Geração 70" (Participação de Som Imaginário)              |                                                      | 2:21    |  |
| 7.     | "O Velho e o Novo" (Participação de Ubirajara Silva)       |                                                      | 3:46    |  |
| 8.     | "Em Algum Lugar do Mundo" (Participação de Som Imaginário) | Ivan Lins, Ronaldo Monteiro De Souza                 | 2:34    |  |
| 9.     | "Dia 5"                                                    | José Jorge, Ruy Maurity                              | 3:09    |  |
| 10.    | "Gente Humilde"                                            | Chico Buarque de Holanda, Garôto, Vinicius de Moraes | 3:07    |  |
| 11.    | "Tema de Eva" (Participação de Som Imaginário)             |                                                      | 1:23    |  |

## Ficha Técnica

### Músicos
- Taiguara - Voz, piano
- Zé Rodrix - órgão e percussão nas faixas 6, 8 e 11
- Frederico Mendonça - guitarra elétrica nas faixas 6, 8 e 11
- Tavito (Luís Otávio) - violão nas faixas 6, 8 e 11
- Wagner Tiso - piano e órgão nas faixas 6, 8 e 11
- Luiz Alves - baixo nas faixas 6, 8 e 11
- Robertinho Silva - bateria nas faixas 6, 8 e 11
- Ubirajara Silva - acordeão na faixa 7
- Lindolfo Gaya - regência de orquestra nas faixas 1, 5, 7
- Maestro Leonardo Bruno - regência de orquestra nas faixas 6 e 8